# 1.ª División de Navarra
La 1.ª División de Navarra fue una unidad del Ejército franquista que combatió en la guerra civil española, durante la cual jugó un papel relevante. La unidad llegó a tomar parte en las batallas de Teruel, Alfambra, Aragón, Ebro y Cataluña.

## Historial
La unidad fue creada el 6 de noviembre de 1937 a partir de los efectivos de la antigua I Brigada de Navarra, veterana de la campaña del Norte. El mando recayó en el general de brigada Rafael García Valiño, mientras que el comandante Ramón Gotarredona Prats fue nombrado jefe de Estado Mayor.

### Aragón y Levante
La unidad llegó a participar en la batalla de Teruel, actuando como fuerza de enlace del Cuerpo de Ejército de Castilla. A comienzos de enero de 1938 la 1.ª División de Navarra, que tenía sus posiciones en La Muela de Teruel, hubo de hacer frente a numerosos contraataques enemigos; el 4 de enero los asaltos de la 47.ª División provocaron que la unidad huyera de sus posiciones. En la primavera de 1938 participó en la ofensiva de Aragón, actuando como una unidad independiente y sirviendo de enlace entre el Cuerpo de Ejército Marroquí y el Corpo Truppe Volontarie. El 16 de marzo cercó la localidad de Caspe, en cooperación con fuerzas del Cuerpo de Ejército Marroquí. Tras una fuerte resistencia de las fuerzas republicanas, Caspe cayó en manos franquistas al anochecer del 17 de marzo.
Tras un corto período de descanso, a comienzos de abril la unidad reanudó su avance, dirigiéndose hacia el sur. En cooperación con la 55.ª División, la unidad logró conquistar las localidades de Fatarella, Puebla de Masaluca, Gandesa. El 2 de abril conquistó las localidades de Corbera, Pinell, Venta de Camposines y Batea. Con posterioridad avanzó hacia el río Ebro, ocupando Mora de Ebro, Flix y Ribarroja. Durante los combates del frente de Levante la 1.ª División quedó integrada en el llamado «Destacamento de Enlace» —junto a la 84.ª División—. García Valiño se hizo cargo de esta agrupación, por lo que el mando de la unidad pasó al coronel Miguel Rodrigo Martínez. La 1.ª División de Navarra participó en la ofensiva que pretendía conquistar Valencia, avanzando a través de la región montañosa del Maestrazgo. Sin embargo, la unidad encontró una fuerte resistencia en su avance, que se vio considerablemente retrasado. Por ejemplo, la división necesitó cinco días para tomar la localidad castellonense de Onda.

### Batalla del Ebro
A finales de agosto fue enviada al frente del Ebro como refuerzo de las fuerzas franquistas que sostenían encarnizados con las divisiones republicanas. La 1.ª División pasó a quedar agregada al Cuerpo de Ejército del Maestrazgo. En septiembre el coronel Rodrigo dejó el mando de la unidad, que pasó a manos del coronel marroquí Mohammed ben Mizzian —hasta entonces segundo jefe de la unidad—. La llegada de esta división coincidió con el comienzo de una nueva contraofensiva franquista contra el sector central de la bolsa republicana del Ebro. A comienzos de septiembre atacó Corbera junto a la 4.ª División; la localidad sería capturada el día 4.
De cara a la última contraofensiva franquista, la 1.ª División fue reorganizada en tres agrupaciones que quedaron a las órdenes de los tenientes coroneles Manuel Vicario Alonso, Julio García Fernández y Julio Pérez Salas. Además, recibió como refuerzo varios batallones de otras unidades y toda la artillería de la 74.ª División. El 30 de octubre, tras una intensa preparación artillera, la división emprendió el asalto de la sierra de Cavalls, que logró arrebatar a los republicanas tras varias horas de encarnizados combates. Los efectivos de la 1.ª División avanzaron mientras tenía lugar la barrera de fuego artillero, sorprendiendo a los defensores republicanos en las cumbres de Cavalls. Posteriormente, junto a las divisiones 74.ª y 82.ª, siguió presionando sobre las fuerzas republicanas, logrando arrebatarles a los republicanos más posiciones estratégicas.
Durante la Batalla del Ebro la 1.ª División de Navarra fue una de las unidades franquistas con más pérdidas, con 6692 bajas.

### El final de la guerra
Tras la finalización de los combates del Ebro la unidad, junto al resto del Cuerpo de Ejército del Maestrazgo, fue desplegada en el frente del Segre en previsión de la ofensiva franquista de Cataluña. La mañana del 23 de diciembre, aprovechando una espesa niebla, la división rompió el frente republicano en el sector de la cabeza de puente de «La Baronia». Su objetivo era avanzar hasta Artesa de Segre, confluyendo con la 61.ª División. La agrupación del teniente coronel vicario logró ocupar la población de Fontllonga; tras varias de horas de combate, a las seis de la tarde la división había cubierto todos los objetivos previstos en el plan de operaciones. La resistencia republiana fue muy fuerte durante las primeras jornadas, pero Artesa de Segre acabaría cayendo en manos franquistas el 3 de enero de 1939.
Durante el resto de la campaña no encontró resistencia apreciable. La división sería disuelta tras el final de la contienda.